# Neuenkirchen (Lüneburger Heide)
 For alternative betydninger, se Neuenkirchen. (Se også artikler, som begynder med Neuenkirchen)
Neuenkirchen er en kommune i Landkreis Heidekreis i den centrale del af den tyske delstat Niedersachsen. Byen og kommunen har et areal på 96,68 km², og et indbyggertal på godt 5.500 mennesker (2013).

## Geografi
Neuenkirchen ligger i et skov- hede- og moselandskab på Lüneburger Heide, som for en stor del er beskyttede landskaber, herunder Stichter See.

### Inddeling
Ud over Neuenkirchen ligger i kommunen landsbyerne (indbyggertal pr. 1. januar 2009):
1. Behningen 74
2. Brochdorf 277
3. Delmsen 772
4. Gilmerdingen 230
5. Grauen 322
6. Ilhorn 191
7. Neuenkirchen 2.596
8. Schwalingen 363
9. Sprengel 330
10. Tewel 565